# Kirby Chambliss
Kirby Chambliss (Corpus Christi, Texas, 18 oktober 1959) is een Amerikaans piloot en Red Bull Air Race World Series-kampioen in 2004 en 2006.
Chambliss neemt deel aan traditionele vliegshows in het hele jaar wanneer hij niet traint of deelneemt aan de Red Bull Air Race. Sinds 2003 neemt hij hieraan deel als piloot van het Red Bull Team naast zijn Hongaarse teamgenoot Péter Besenyei, kampioen in 2003. In 2004 werd Chambliss kampioen en in 2006 finishte hij opnieuw het seizoen als eerste met vier overwinningen in acht rondes in zijn Zivko Edge 540. Om stand te houden tegen de enorme G-krachten en goede timing, traint hij drie keer per dag, vier dagen per week in de lucht.